# Дом Хромовых
Дом Хромовых — историческое здание первой половины XIX века в селе Дединово Луховицкого городского округа. Дом располагается в части села за рекой Ройкой, у Троицкой церкви. Объект культурного наследия регионального значения.

## История
По стилистическим признакам здание относится к первой половине XIX века, по другим сведениям — к середине XIX века. По сведениям, полученным от старожилов, принадлежало Хромовым, купцам из Петербурга. В середине XX века приспособлено под детский сад. В настоящее время дом заброшен, разрушается.

## Архитектура
Здание в стиле ампир («московской школы») воспроизводит «образцовый» проект начала XIX века. В плане здание прямоугольное, крыша четырёхскатная. Главный фасад, обращённый к церкви, украшен декоративным портиком тосканского ордера в уровне второго этажа, которому в первом этаже соответствует аркада и над которым находится мезонин с балконом, украшенным ажурной кованой решёткой; на балкон ведут четырёхскатные полукруглые дверной и оконные проёмы. Дом кирпичный, а колонны, карнизы и подоконники белокаменные. Планировка дома симметричная, с двумя анфиладами по три комнаты (была нарушена при приспособлении под детский сад). Сохранились кафельные печи с изразцами. Нижний этаж дома имел хозяйственную функцию, в него ведут отдельные входы в торцах коридора. Со двора к дому пристроены сени, в которых находится лестница на второй этаж.